# منتخب رومانيا لكأس ديفيز
منتخب رومانيا لكأس ديفيز (بالرومانية: Echipa de Cupa Davis a României)‏ هو ممثل رومانيا الرسمي في كرة المضرب في كأس ديفيز.